# Stephanopis ornata
Stephanopis ornata es una especie de araña del género Stephanopis, familia Thomisidae.

## Distribución
Se distribuye por Australia del este.

## Taxonomía
Fue descrita por L. Koch en 1876.
Tratamiento taxonómico
La especie aparece registrada y publicada en L. Koch 1876a: 746, pl. 65, f. 4.